# Manufacture de la Savonnerie
La manufacture de la Savonnerie est une manufacture de haute-lisse de tapis située à Paris et Lodève. 
Son nom officiel est « Manufacture nationale de la Savonnerie ». Depuis 2025, elle est incluse dans l'établissement public Manufactures nationales - Sèvres & Mobilier national avec notamment le Mobilier national et les autres manufactures textiles : la manufacture des Gobelins (ateliers situés à Paris) la manufacture de Beauvais (ateliers situés à Paris et à Beauvais).  
La manufacture était à l'origine spécialisée dans la fabrication de tapis veloutés et de garnitures de siège. Ces tapis étaient utilisés par la cour de France ou comme présents royaux. Ce sont des tapis souvent de grandes dimensions, d'une qualité exceptionnelle. Ceux tissés sur les cartons de Charles Le Brun pour la Grande galerie du palais du Louvre sont parmi les plus célèbres.

## Historique
Première manufacture royale de tapis fondée en France, la Savonnerie tire son nom d'une ancienne savonnerie située à Chaillot, à peu près à l'emplacement actuel du palais de Tokyo. Cette savonnerie est transformée en orphelinat par Marie de Médicis. La main d'œuvre bon marché procurée par les orphelins attire deux lissiers, Pierre Dupont (1560-1640) et Simon Lourdet (vers 1590-1667), qui transfèrent sur le site en 1631 la manufacture qu'ils ont fondée en 1627 ou 1628 par ordre de Louis XIII avec achat et agrandissement de la manufacture en 1630.
Dupont avait effectué un voyage en Turquie d'où il avait ramené la technique du point noué, permettant de tisser « des tapis veloutés façon du Levant ».
À leur suite, la manufacture fut divisée en deux ateliers distincts, dirigés chacun par les descendants des fondateurs : Louis puis Bertrand Dupont d'une part, Philippe Lourdet, sa veuve Jeanne Haffrey puis leur fils, d'autre part. En 1714, Bertrand Dupont réunit les deux ateliers. Son neveu par alliance, Jacques Noinville, devint régisseur de la Savonnerie de 1720 à 1742.
De 1743 à 1826, trois Duvivier se succèdent à la tête de l'entreprise : Pierre-Charles (1743-1773), Nicolas-Cyprien (1774-1807), et Ange-Pierre (1807-1826).
Par ordonnance royale du 4 mai 1825, Charles X réunit la manufacture de la Savonnerie à celle des Gobelins, mais les métiers n'y sont envoyés qu'au début de l'année 1826,. L'ancienne manufacture abandonnée à Chaillot est remplacée à partir de 1836 par un dépôt de vivres appelé Manutention militaire, qui disparaît lors de la construction du Palais de Tokyo pour l'exposition de 1937.
La manufacture est illustrée par Jean-Charles Develly sur une des assiettes du service des arts industriels produit par la manufacture de Sèvres entre 1820 et 1835.
Dans l'enclos des Gobelins, l'atelier des tapis de Savonnerie constitua, et constitue encore, une unité particulière. Depuis 1968, il est installé sur deux niveaux dans le bâtiment des nouvelles manufactures au 3, rue Berbier du Mets. Aujourd'hui 40 lissiers y travaillent.

## Technique
La Savonnerie utilise un métier à tisser de haute lisse identique à celui des Gobelins, en plus massif ; mais le lissier effectue un point noué avec sa broche (appelé nœud Ghordès). Les lissiers travaillent à partir d'un modèle appelé carton, réalisé par un artiste. Il est agrandi à l'échelle d'exécution. Les lissiers doivent interpréter le carton de l'artiste en échantillonnant à partir de pompons référencés au NIMES (Nuancier Informatique des Manufactures). Un essai technique est soumis à l'artiste pour avoir la validation du tissage.
L'ourdissage permet de préparer la chaîne, en dévidant l'écheveau de chaîne sur un dévidoir pour former les différentes piennes qui constituent la chaîne. Celle-ci permet d'avoir une nappe de fils avant et une de fils arrière.
Puis vient l'étape du montage. Les piennes sont réparties sur le métier afin de constituer l'armature verticale du tapis. Ensuite, on confectionne des lices en coton, qui permettent de ramener les fils arrière vers l'avant lors du tissage.
Le tapis est réalisé par une succession de nœuds et de boucles. Le lissier passe une broche derrière le fil avant puis tire la lice pour avancer le fil arrière. Le nœud est glissé vers le bas. Puis l'opération est répétée sur le fil avant suivant en ménageant une boucle entre chaque nœud. Le tapis est réalisé de gauche à droite. Après avoir réalisé une ligne, une duite (deux fils de lin) est passé entre les fils avant et les fils arrière sur toute la longueur). Puis un fil de trame vient se placer sur le dessus en actionnant les lisses. Il serpente autour des fils avant et arrière. Ensuite, le lissier tasse à l'aide d'un peigne en métal toute sa rangée de points afin d'obtenir une bonne horizontalité.
L'étape suivante est celle de la tonte. Le lissier pose un gabarit (une planchette de bois) au-dessus de sa ligne pour couper les boucles à la longueur désirée. Une première coupe grossière permet d'enlever du volume. La seconde coupe, effectuée à l'aide d'une paire de ciseaux coudés posée à plat, tond le velours à la hauteur exacte du gabarit. Ensuite, l'artiste lissier démêle les brins à l'aide d'une aiguille avant de remettre chaque brin à sa place avec la pointe supérieure de ciseaux tandis que la pointe inférieure repose sur un carton. Cela permet de fixer le motif.
Quand le tapis est fini, on le fait « tomber du métier », c'est-à-dire que l'on coupe les fils de chaîne au-dessus de la lisière.

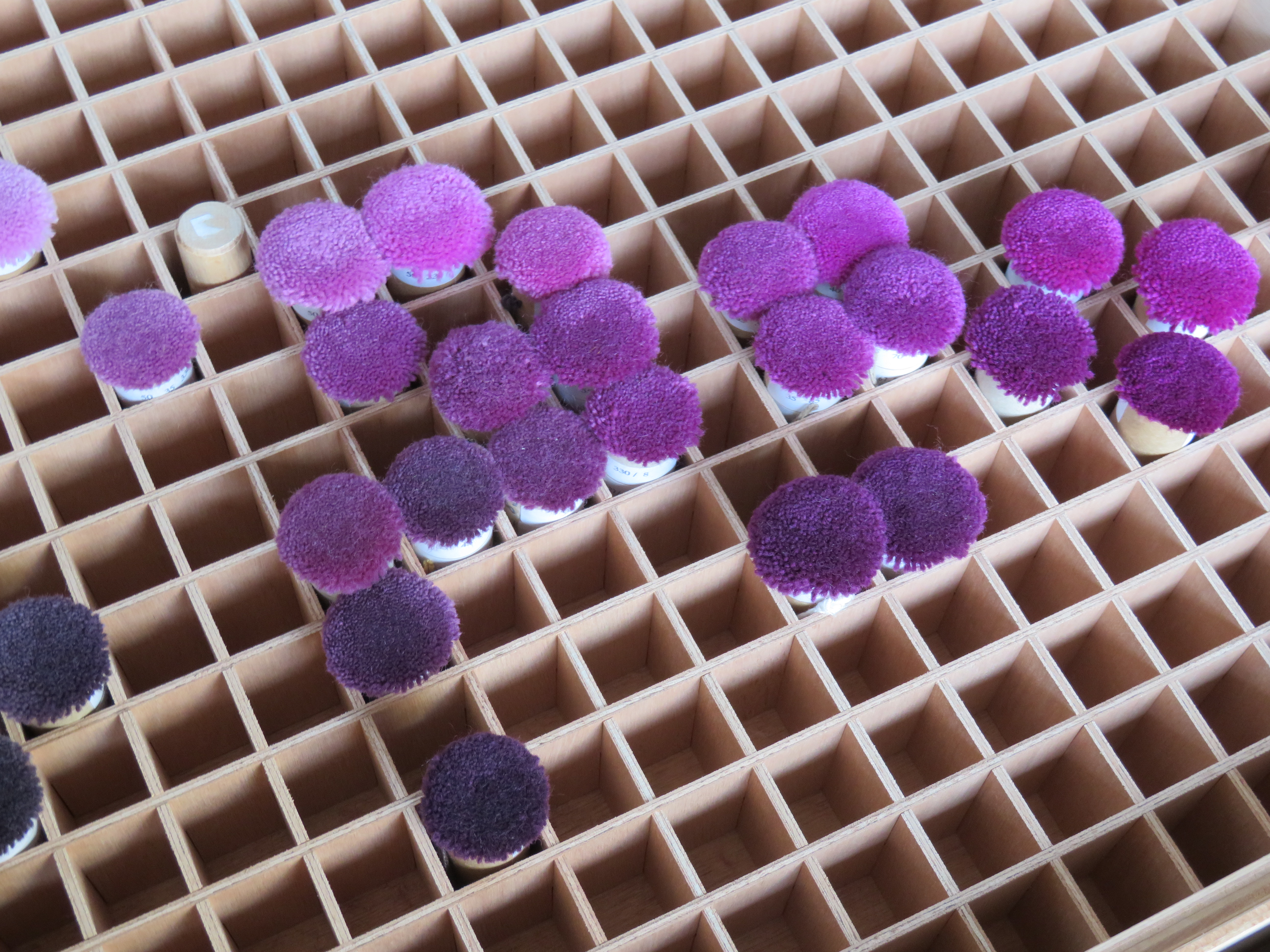
Choix des laines dans le nuancier de la Savonnerie, composé en pompons pour rendre le velours.
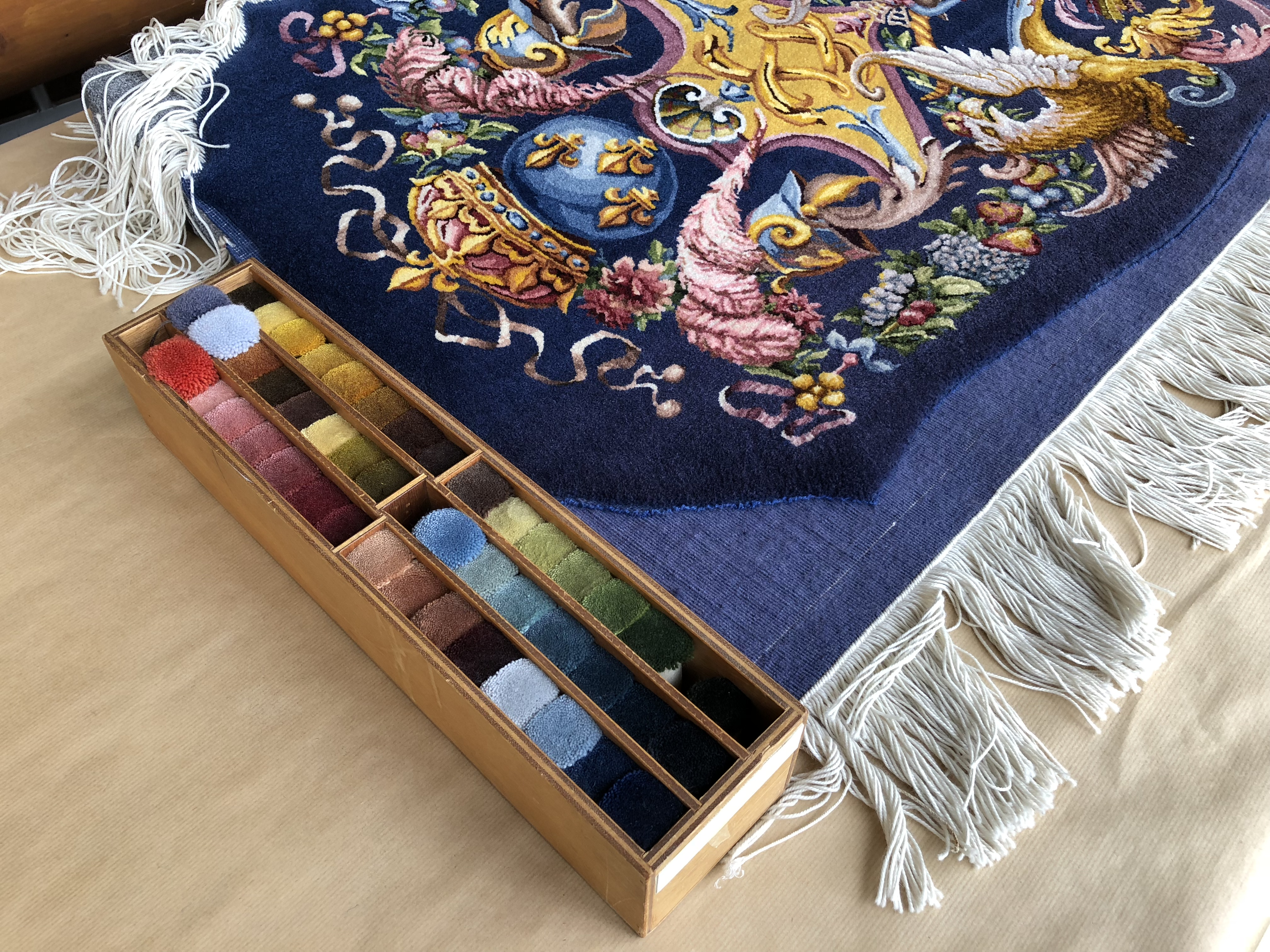
Sélection des couleurs à tisser à l'aide d'un nuancier en pompons.
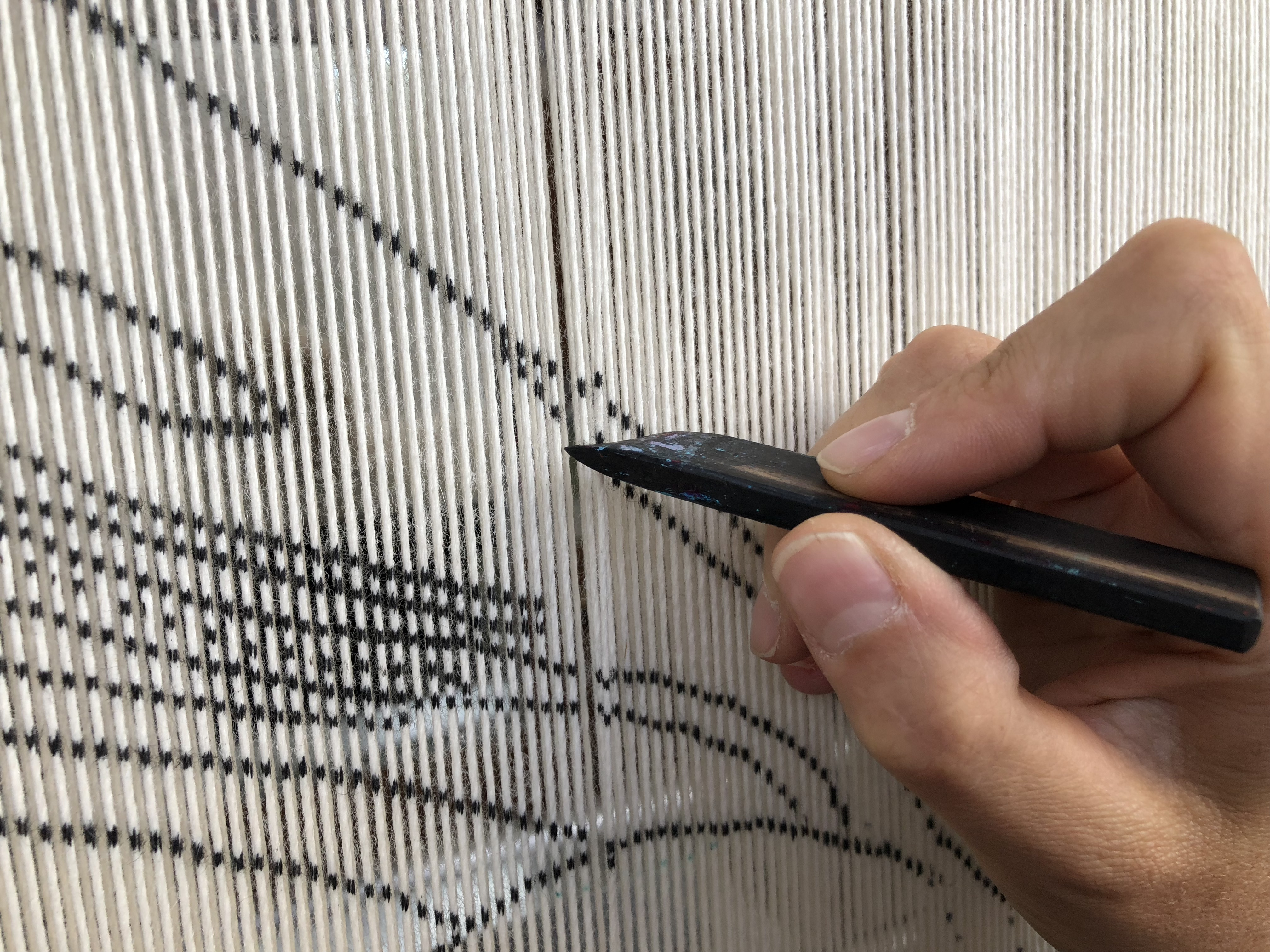
Le licier trace les contours du motif à tisser.
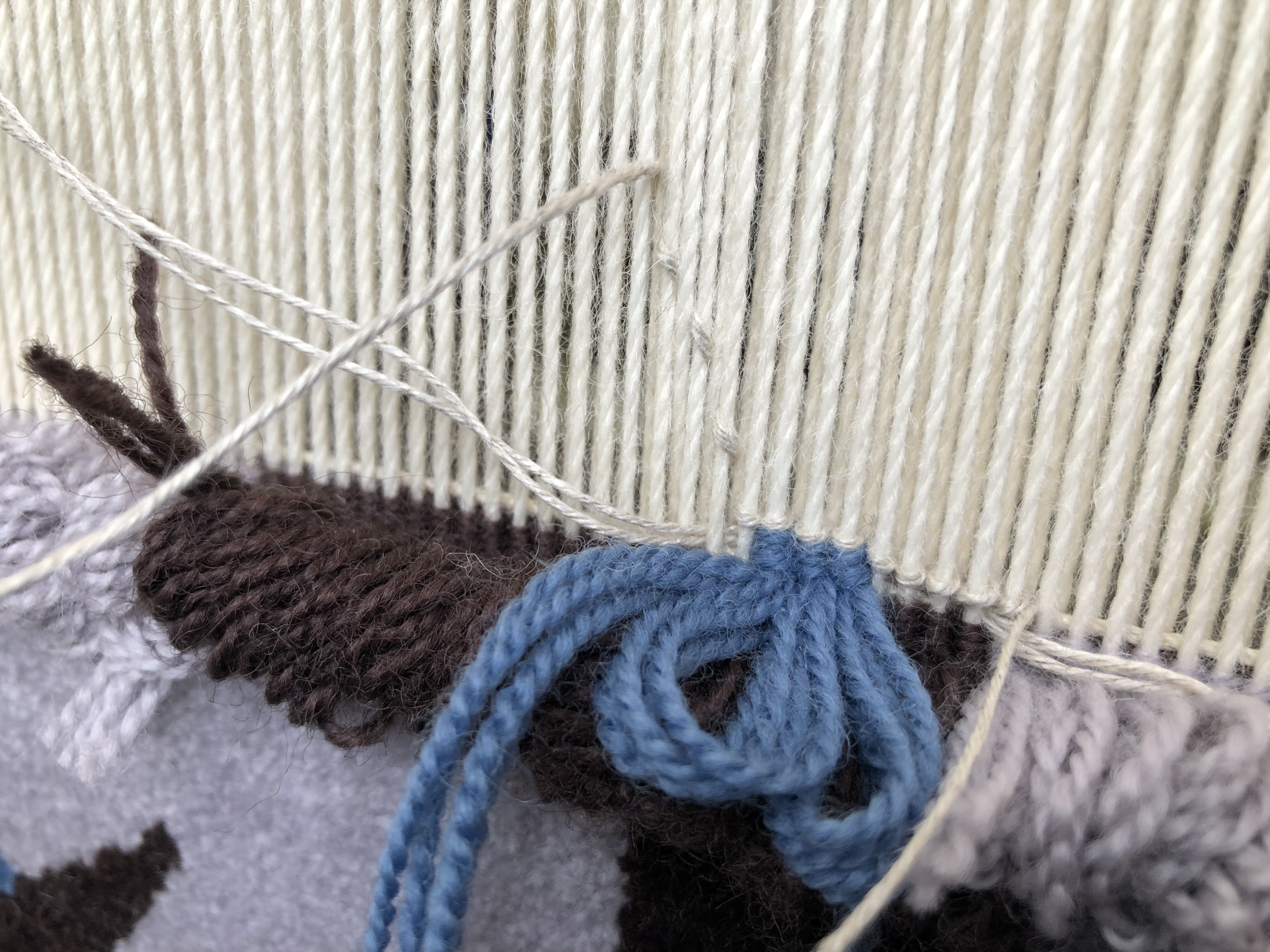
Tissage du point de Savonnerie.
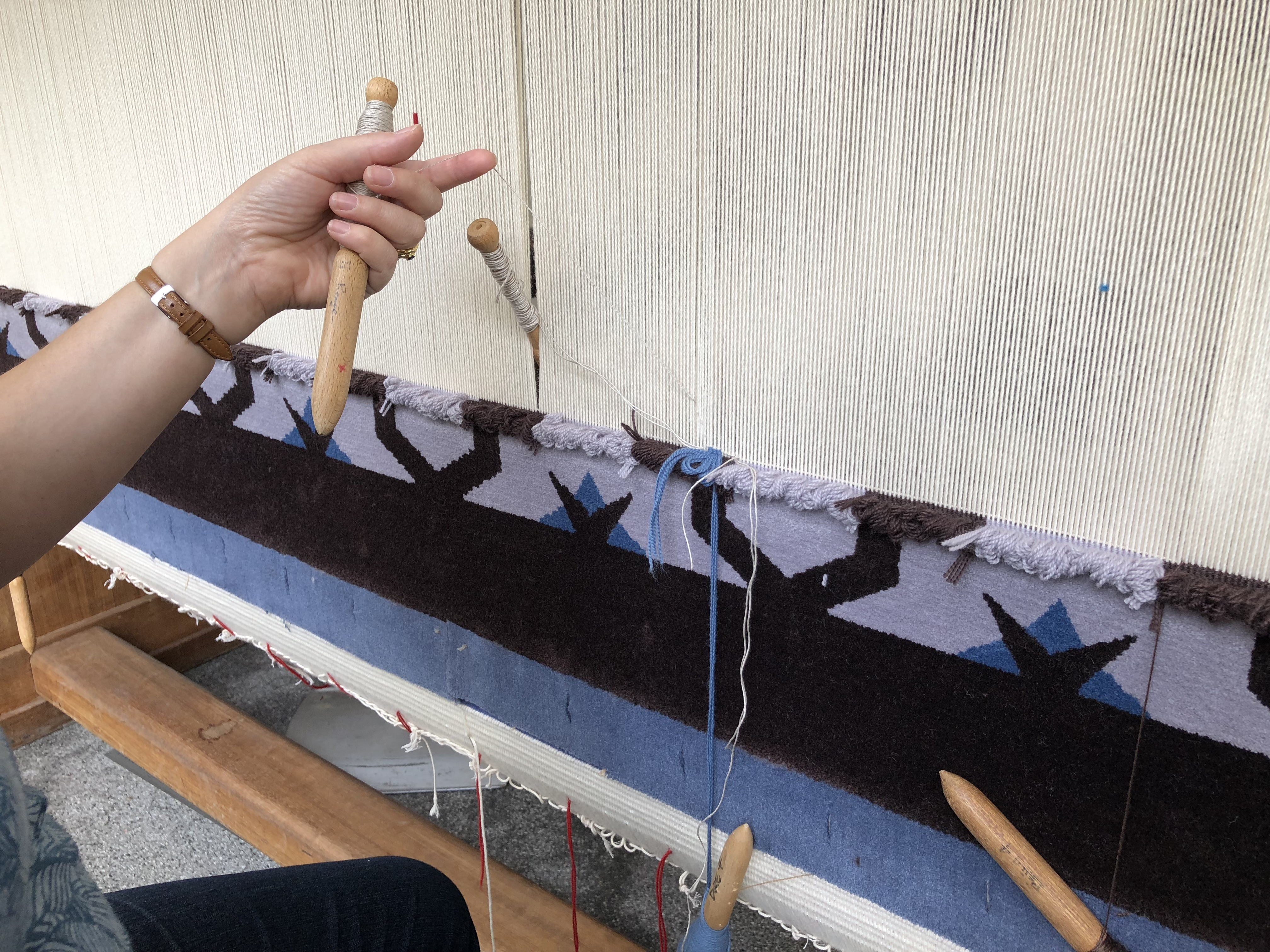
Passage en croisure du fil de trame, technique de la Savonnerie.
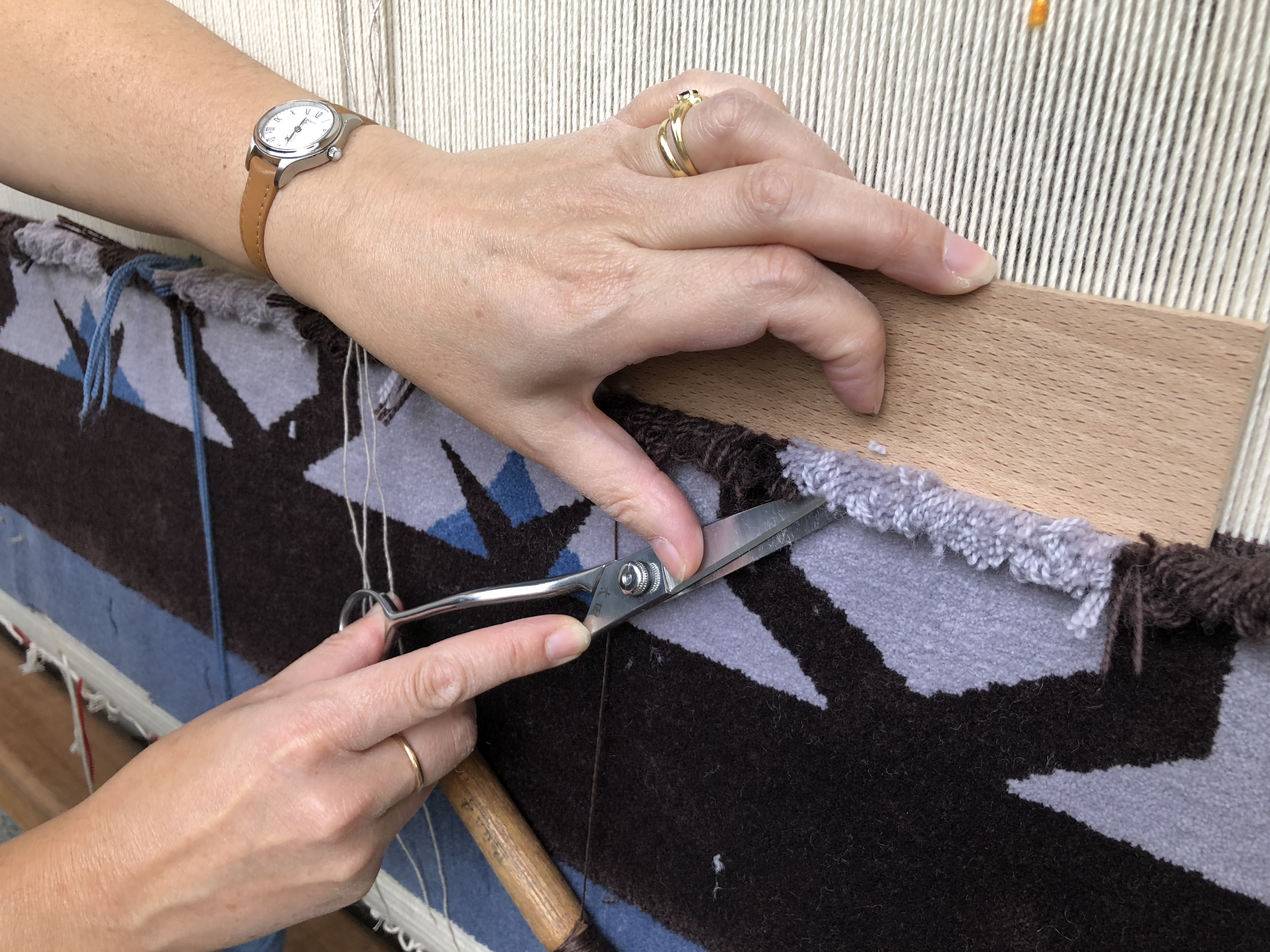
Tonte de la laine.

## Galerie de photos

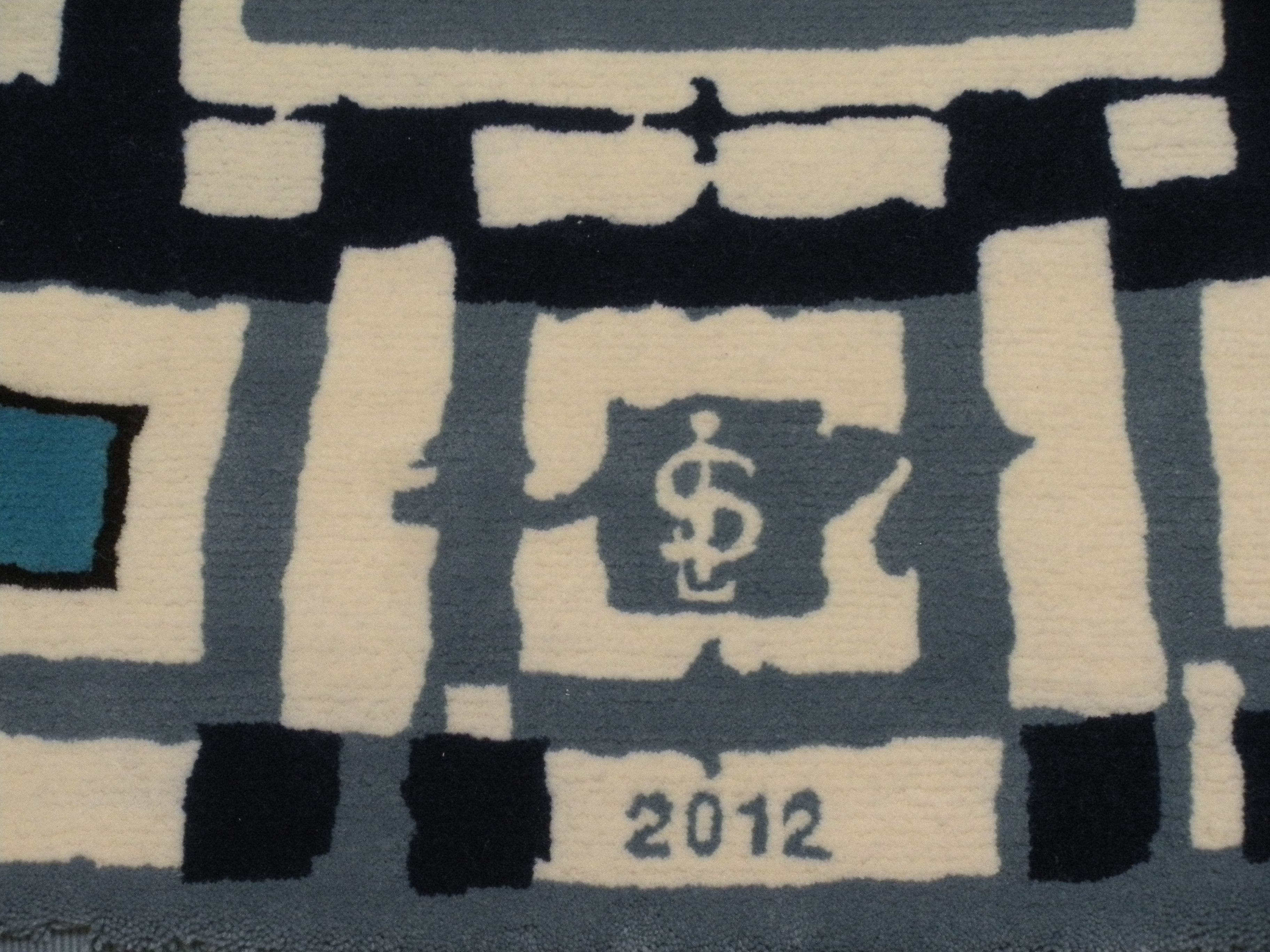
La savonnerie, Lodève.
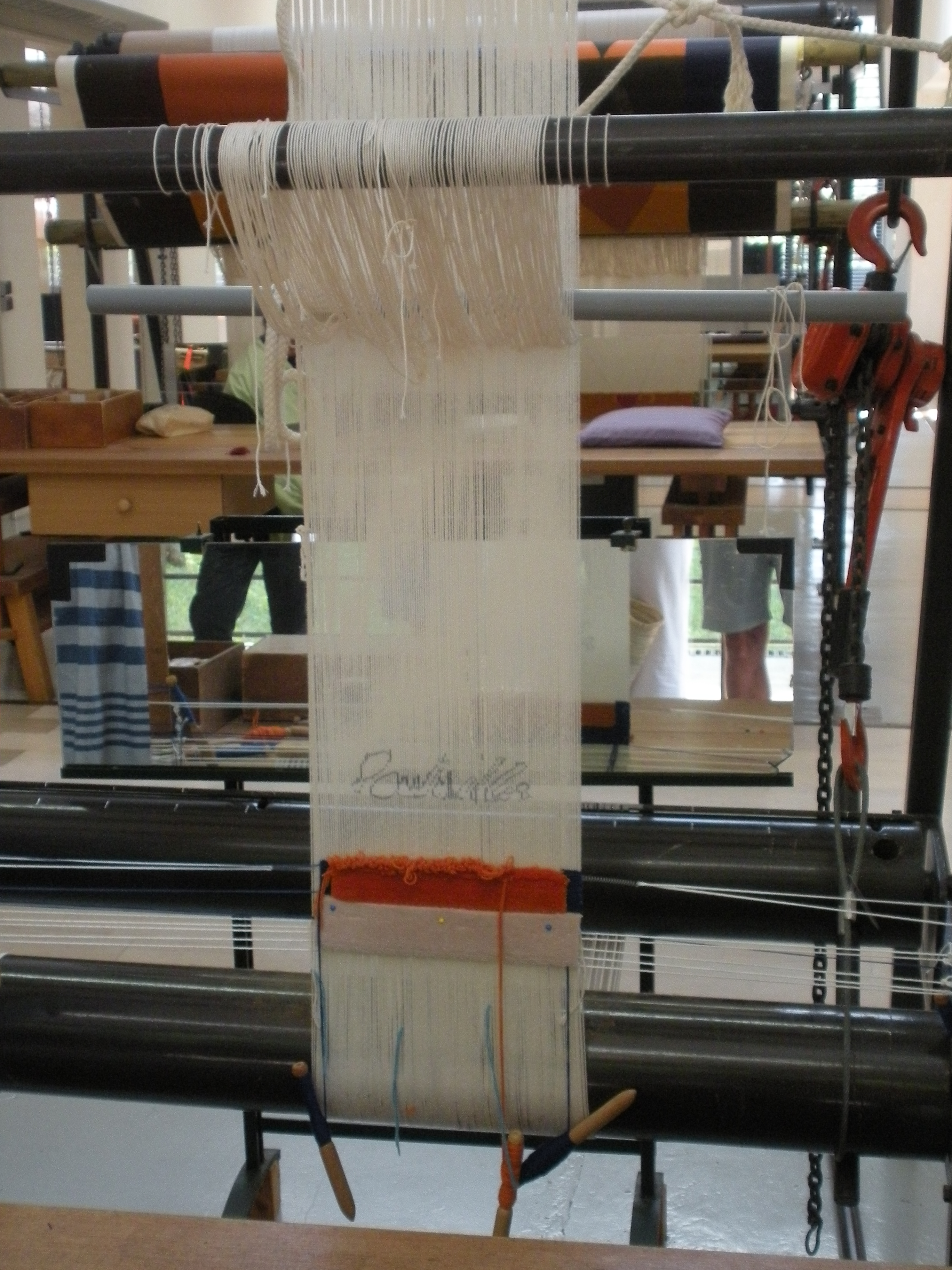
Métier de haute lisse, Lodève.
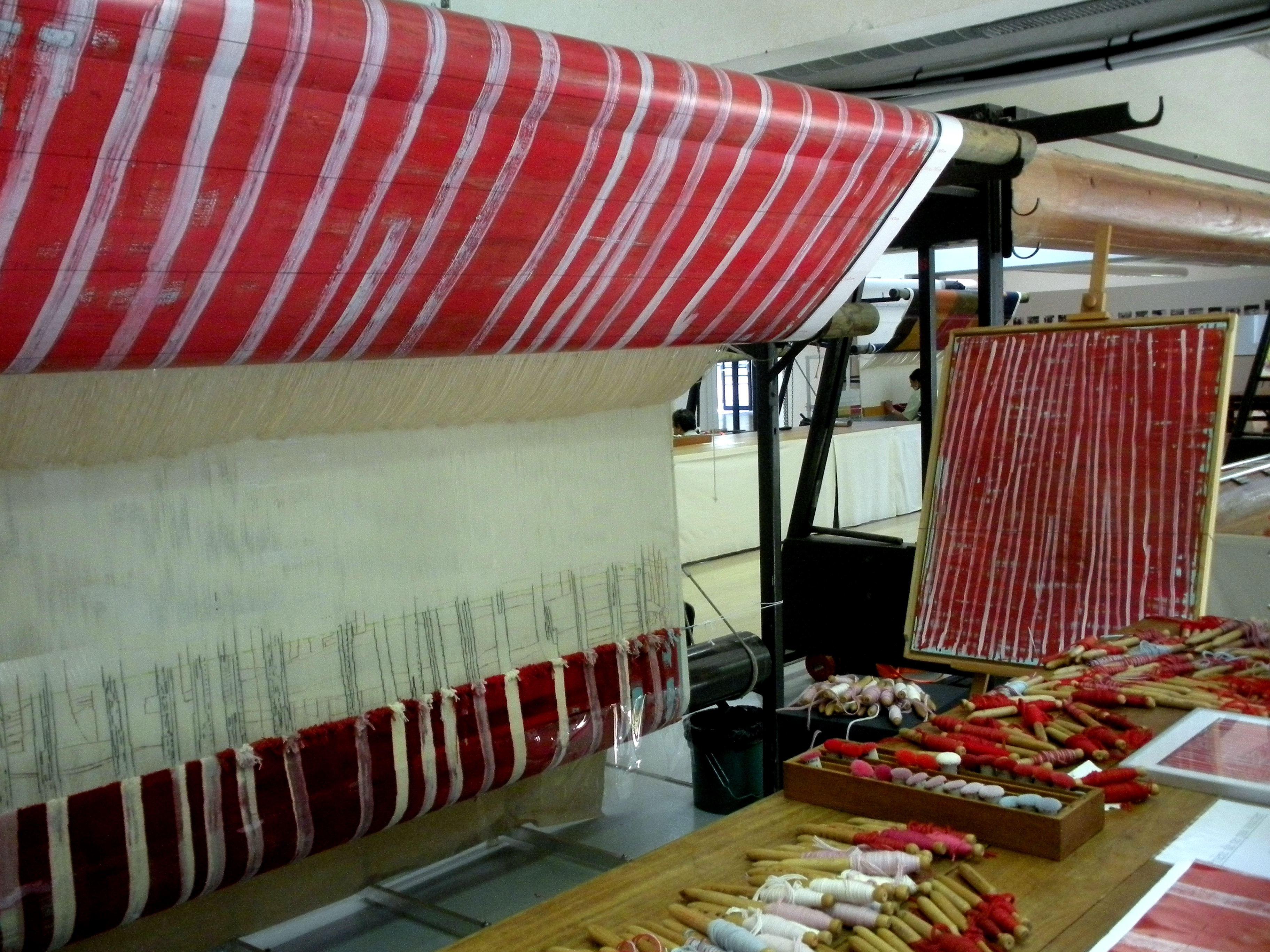
Savonnerie, Lodève.
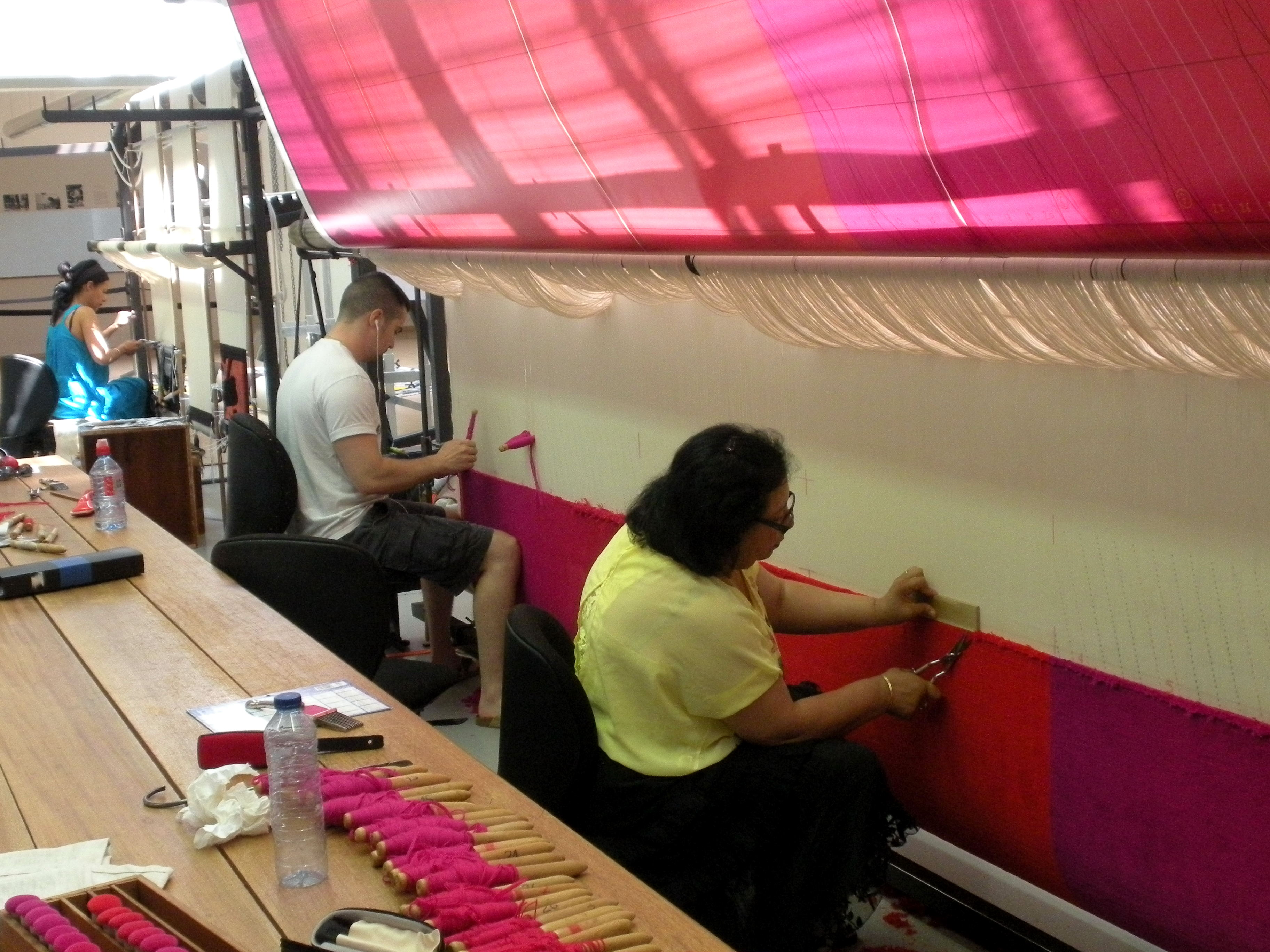
Le lissier tond l'ouvrage.

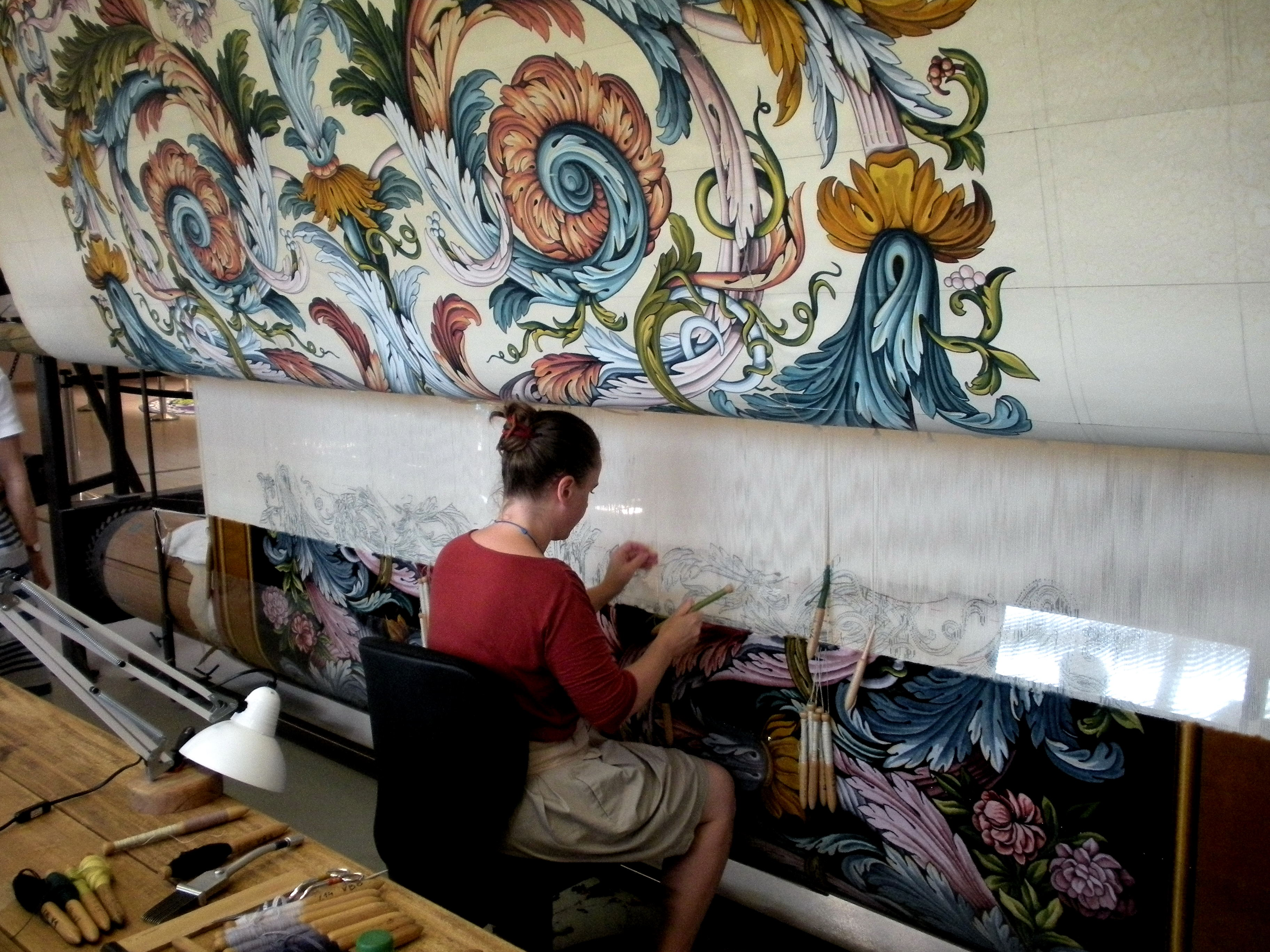
Ouvrage de la Savonnerie, Lodève.
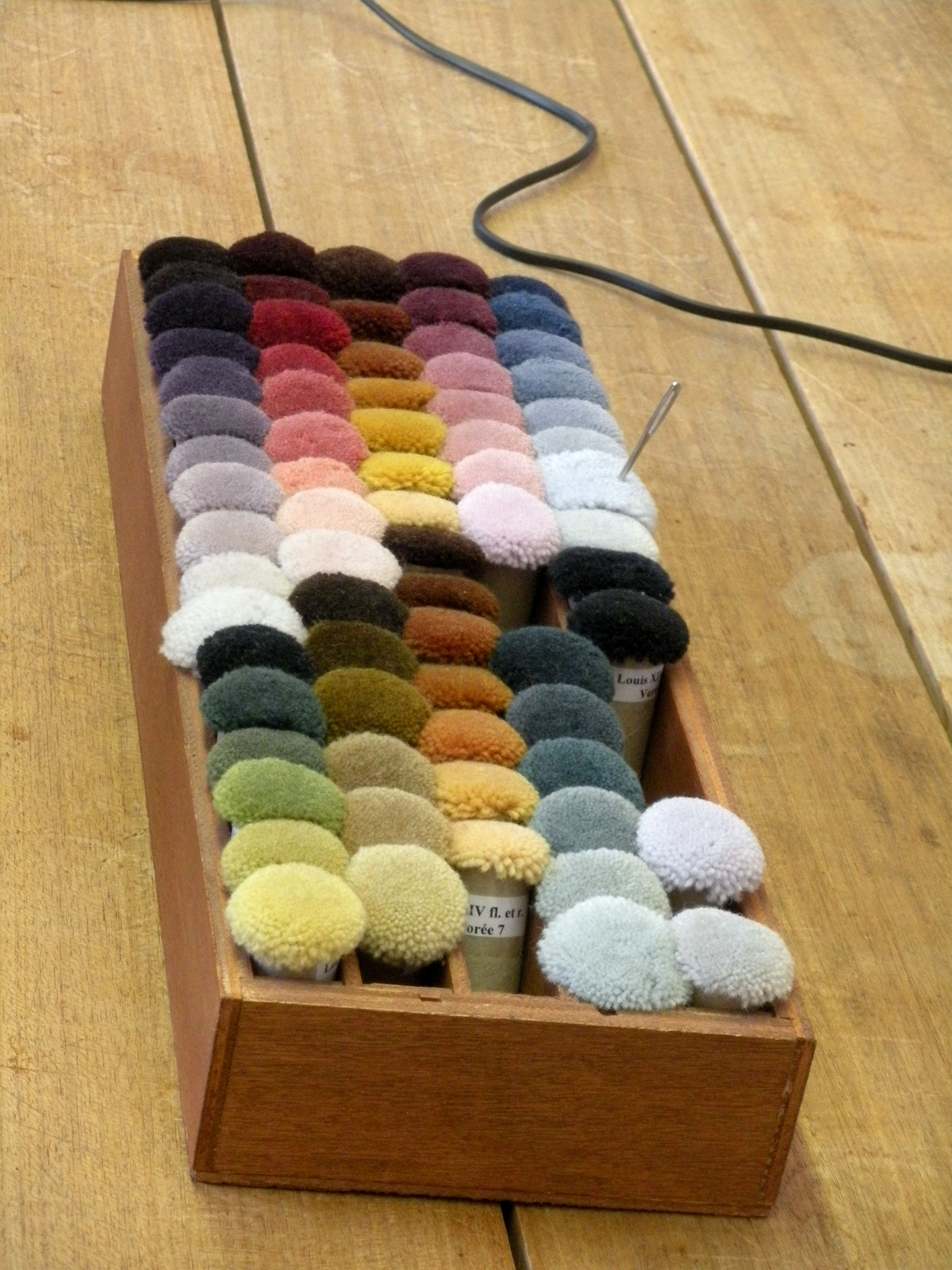
Échantillons de couleurs pour Savonnerie.
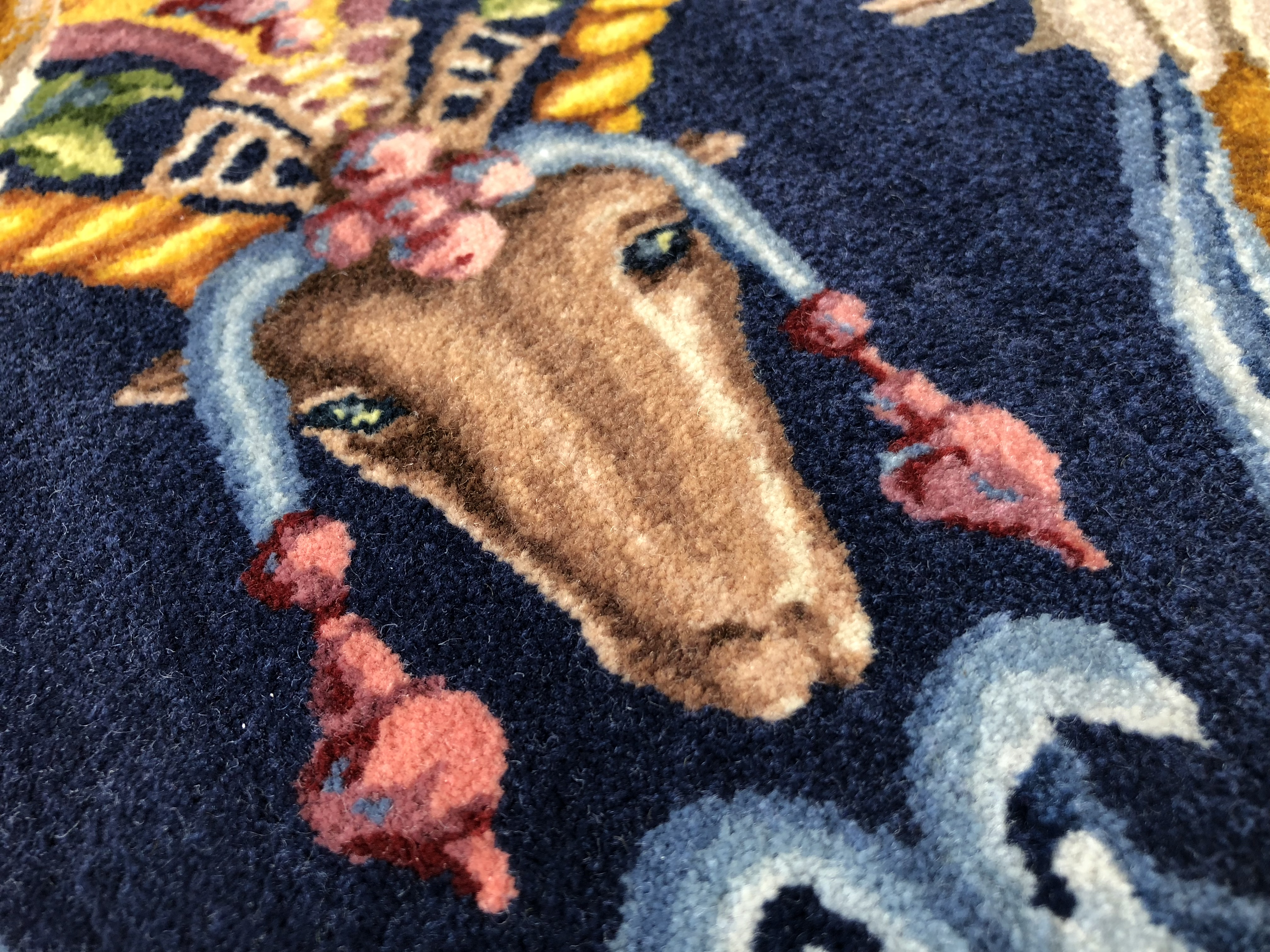
Endroit d'une tapisserie, Paris, 2018.
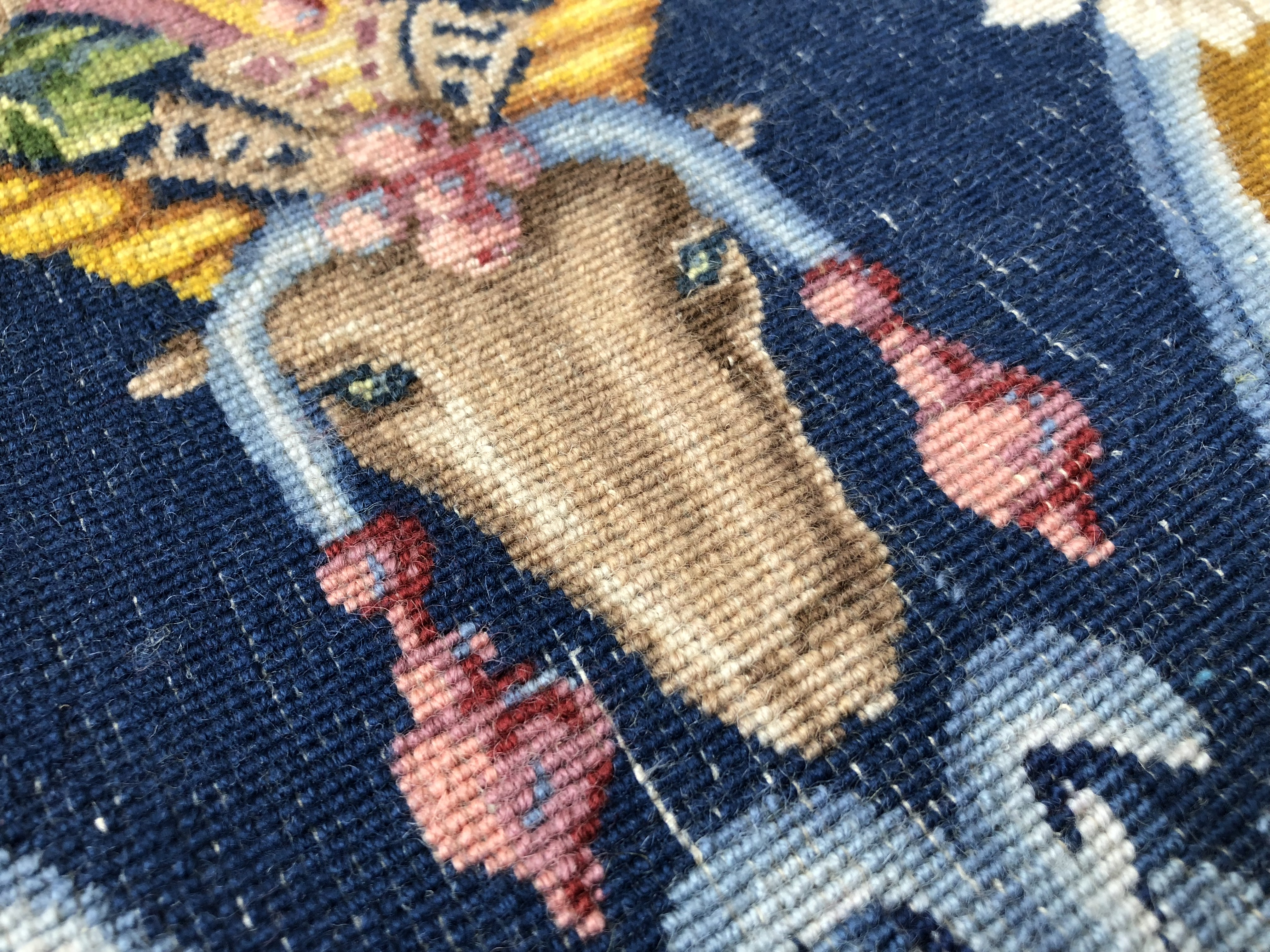
Envers d'une tapisserie, Paris, 2018.

## Liste des dirigeants
- Ils sont d'abord à deux familles :
- 1627 : Pierre Dupont († 22 juin 1640 d'après Lacordaire). Il possède déjà un brevet de logement dans les galeries du Louvre depuis le 4 janvier 1608[11], et le quitte pour la Savonnerie le 23 janvier 1631[réf. nécessaire].
- 1627 : également son ancien apprenti Simon Lourdet (1627- † 14 juin 1666).
- Philippe Lourdet est associé à son père Simon pour la direction par brevet du 30 avril 1664[12] mort en 1670, puis lui succède Jeanne Haffrey sa veuve, morte le 20 novembre 1719 (Vittet).
- Louis Dupont, fils de Pierre Dupont, reçoit survivance du logement de son père Louis en 1687.
- Bertrand-François Dupont, reçoit survivance du logement de son père Louis en 1687.
- Jacques de Noinville, neveu de B.-F. Dupont, reçoit brevet de survivance le 28 novembre 1716 (Guiffrey, 1892, cède en 1742).
- Pierre-Charles Duvivier (1743-1773).
- Nicolas-Cyprien Duvivier (1774-1807).
- Ange-Pierre Duvivier 1807-1826), (Almanach Travaillant depuis longtemps à la manufacture lui succède. impérial 1812,  ; 1816,  )
- À partir de cette date, voir les dirigeants de la manufacture des Gobelins et de la Savonnerie.

## Inventaire
- Un tapis du Second Empire, d'environ 70 m2 orné d'un décor floral formant relief en trompe-l'œil recouvre le sol de la grande salle à manger du château de Rambouillet.
- Un tapis du XVIIIe siècle se déploie sur un parterre de mosaïques dans le patio de la villa Ephrussi de Rothschild à Saint-Jean-Cap-Ferrat.
- Un tapis à pans coupés aux grandes armes royales, tissé pour Louis XV, s'adapte parfaitement à la forme hexagonale du salon des Huet au Musée Nissim-de-Camondo à Paris.
- Un tapis datant du règne de Louis XIV, en provenance du Palais du Louvre, était étendu dans le bureau présidentiel du Palais de l'Élysée à Paris. Aujourd'hui, remplacé par le président de la République française, Emmanuel Macron de deux tapis datant de 1979 de Victor Vasarely, prêt effectué au mobilier national.
- Un tapis rond (le plus grand du monde) est commandé par Henri Négresco en 1912 pour garnir le sol du salon Royal de l'hôtel Negresco inauguré à Nice le 4 janvier 1913.
- Le tapis de chœur de Notre-Dame de Paris est un tapis monumental en laine de 200 m2 environ réalisé entre 1825 et 1833 destiné à couvrir le chœur de la cathédrale Notre-Dame de Paris.

## Sources
- Des papiers concernant la manufacture de la Savonnerie sont conservés aux Archives nationales sous la cote 497AP[13].